# Henri Brocard (parfumeur)
 (juin 2013).
Si vous disposez d'ouvrages ou d'articles de référence ou si vous connaissez des sites web de qualité traitant du thème abordé ici, merci de compléter l'article en donnant les références utiles à sa vérifiabilité et en les liant à la section « Notes et références ».
Ne doit pas être confondu avec Henri Brocard.
Pour les articles homonymes, voir Brocard.
Henri Brocard, né à Paris le 23 juillet 1839 et mort à Cannes le 16 décembre 1900, est un parfumeur et collectionneur. Il fonde à Moscou la société Brocard & Cie, qui devient la première entreprise de parfumerie d'Europe au début du XXe siècle. L'élaboration de parfums complexes et son initiation à la culture russe le portent assez naturellement sur le terrain artistique. Il constitue une large collection, comportant plusieurs milliers de tableaux[réf. nécessaire], meubles, bronzes, et objets d'art. L'ensemble est regroupé en 1903 par sa veuve dans un musée privé, après avoir été exposé dans les derniers étages des grands magasins Goum sur la place Rouge.

## Biographie

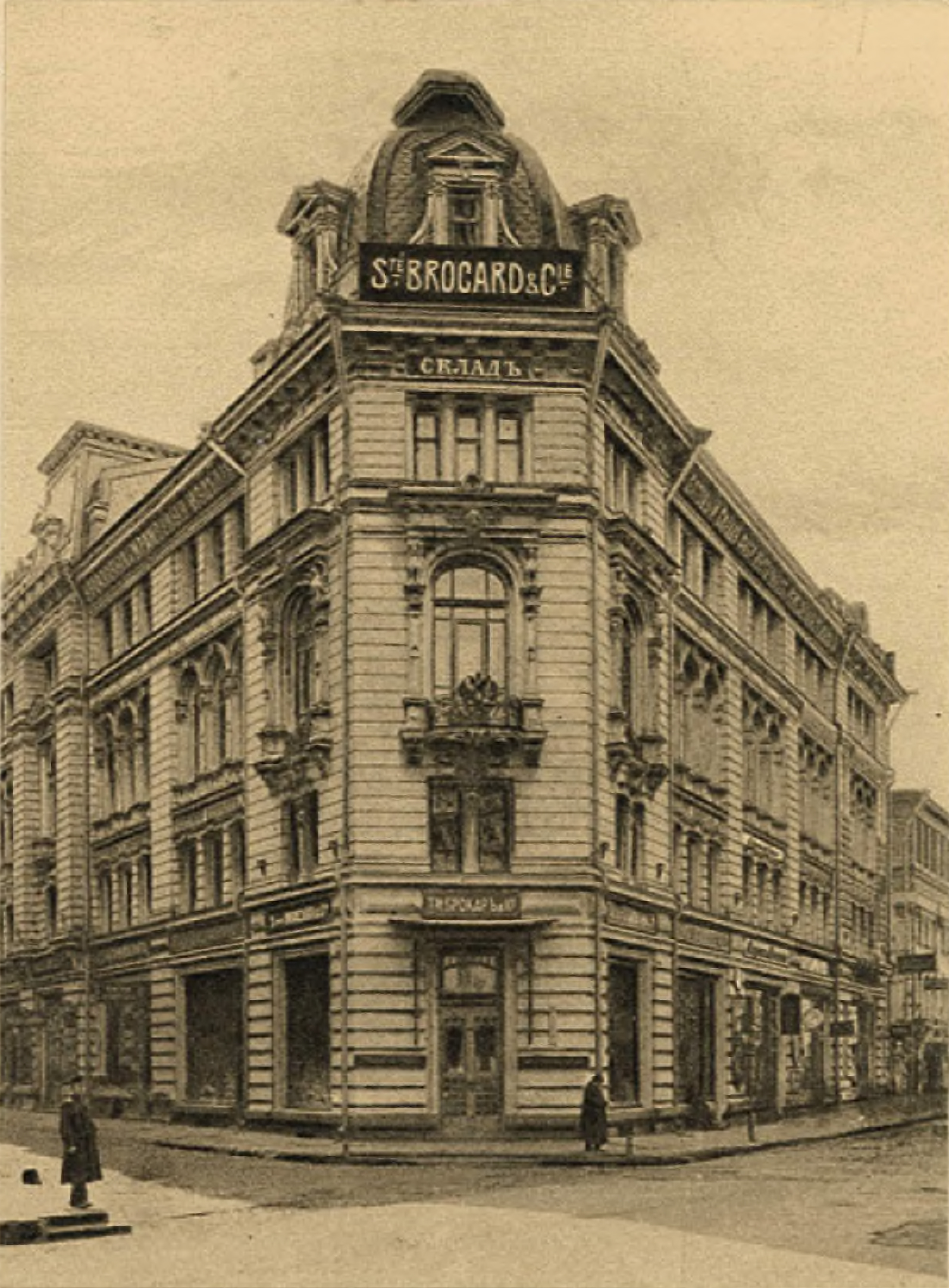
Sur Nikolskaïa (Никольская улица, 10) à Moscou, le siège de la société Broсard et Cie (avant 1917).

Originaire d'une famille venue de Provins, Henri Brocard apprend très jeune le métier de laborantin aux côtés de son père qui dirige à Paris sa propre entreprise de produits finis dans le domaine de la parfumerie : huiles et savons de toilette parfumés et crème pour les cheveux.   
Âgé de 15 ans, attiré par les nouvelles techniques de production et l'ouverture des marchés du Nouveau Monde, il part avec son père et son frère pour Philadelphie, où ils gagnent un prix récompensant la qualité de leurs produits. En 1861, Henri part de son côté à Moscou et travaille comme laborantin, avant de monter sa propre entreprise.   
Il y passe quarante ans de sa vie. Il est appelé le « moscovite français », et son nom y est encore de nos jours le symbole de la démocratisation des produits d'hygiène et de parfumerie.
Il épouse à Moscou, le 7 septembre 1862, Charlotte Raway, née en Russie. Ses parents, originaires de Spa (Belgique), furent précepteurs dans des familles d'aristocrates russes, puis ont monté une entreprise de fabrication de matériaux chirurgicaux. 
Les six enfants du couple Brocard naissent à Moscou.
Henri vend sans doute à la parfumerie de Grasse, « Roure Bertrand Fils », un procédé nouveau pour la fabrication de parfums concentrés et démarre avec deux ouvriers une fabrique de savons. Son objectif est d'écouler des produits de qualité en grande quantité, et à un prix abordable. Il veut que toutes les couches de la population aient accès aux produits d'hygiène et aux éléments de première nécessité, mais aussi aux poudres et aux parfums.
Charlotte travaille chaque jour aux côtés de son mari. Son rôle dans le développement de l'entreprise familiale est important. Elle maîtrise parfaitement la langue russe et négocie avec clients et fournisseurs. Les idées créatrices du couple concernant la vente et le marketing, jointes à leur passion commune et leur acharnement au travail, permettront à l'entreprise d'occuper la première place en Europe dans leur domaine, au tournant du XXe siècle. 
En 1869, l'usine s'établit au sud de la ville. En janvier 1871, Henri Brocard trouve des associés et la raison sociale de l'entreprise devient Brocard & Cie (« БРОКАР и Ко »).
Brocard n'hésite pas à voyager à travers toute l'Europe pour se tenir au courant des nouveautés concernant la fabrication des produits d'hygiène et de beauté. L'entreprise est présente dans tous les salons et expositions de Russie, mais aussi ceux du monde entier ; elle gagne des prix prestigieux, et devient « Fournisseur de la Cour ».
Ses parfums les plus célèbres restent le Bouquet de l'Impératrice et Lilas de Perse. 
Henri Brocard considère son travail de parfumeur comme un art, et lui-même se passionne pour l'art sous de nombreuses formes.
Dès 1870, il rassemble une  collection privée de tableaux, de livres rares, de mobilier et d'objets anciens. Il organise des expositions ouvertes au public dans les étages du Goum, sur la place Rouge. 
En 1903, après sa mort, sa femme ouvre un musée privé.
La société et l'usine existent encore de nos jours ; les bâtiments sont inchangés. Nationalisée en 1919, Brocard & Cie est alors rebaptisée "Novaya Zarya" (Новая заря : « Aurore nouvelle ») et poursuivit son activité de parfumeur, entre autres sous la direction, jusqu'en 1932, de la femme de Molotov, Polina Jemtchoujina. L'un des parfums post-révolutionnaires phares est "Moscou Rouge" (Красная Москва). Une chaîne de boutiques "Novaya Zarya" / "Brocard" a repris ce nom en Russie et en Ukraine, mais n'a aucun lien avec la famille fondatrice et les descendants des Brocard.